# 軍需

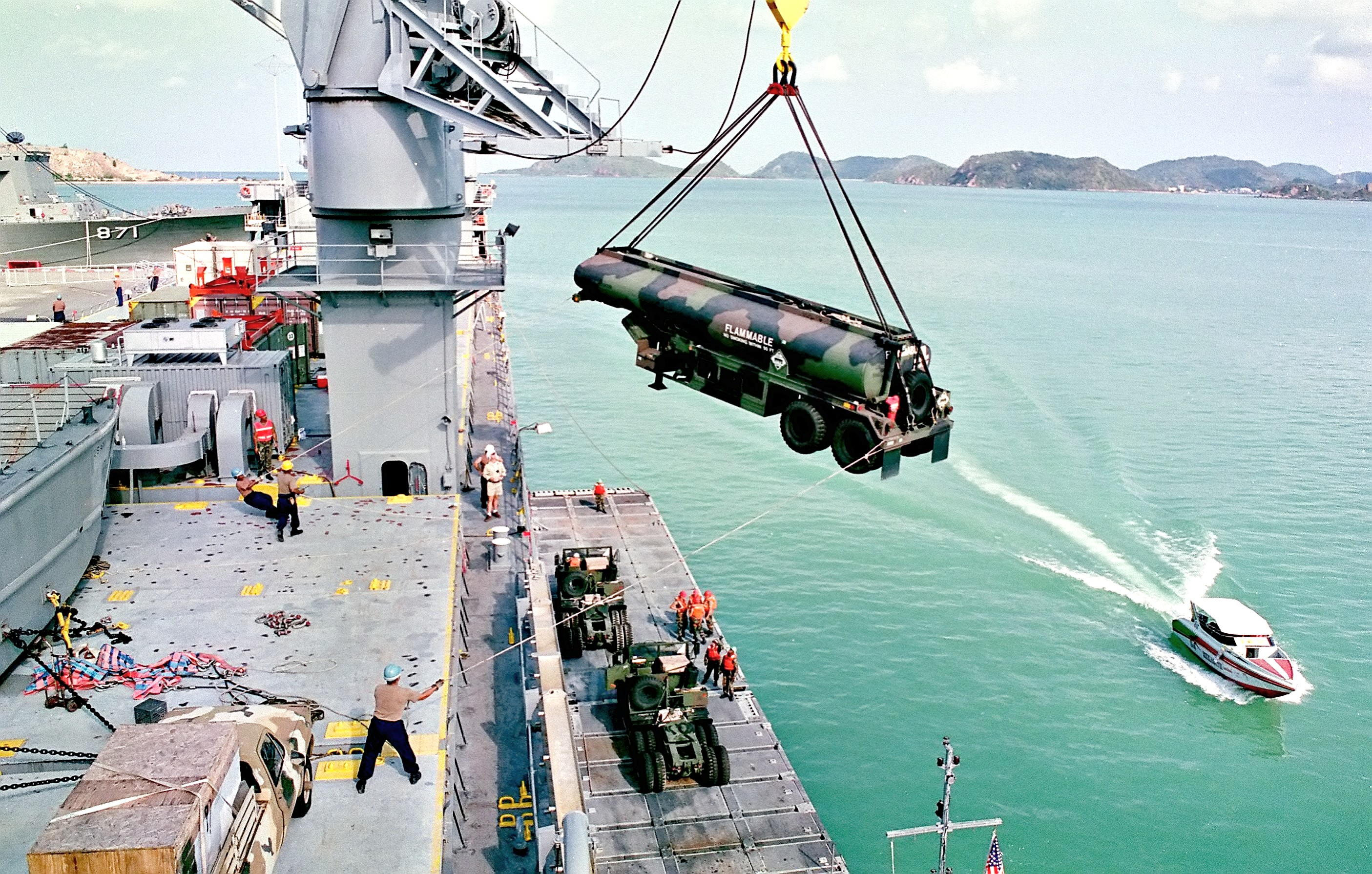
港口運補的油罐補給車，該車上岸後又可以運補其他車輛

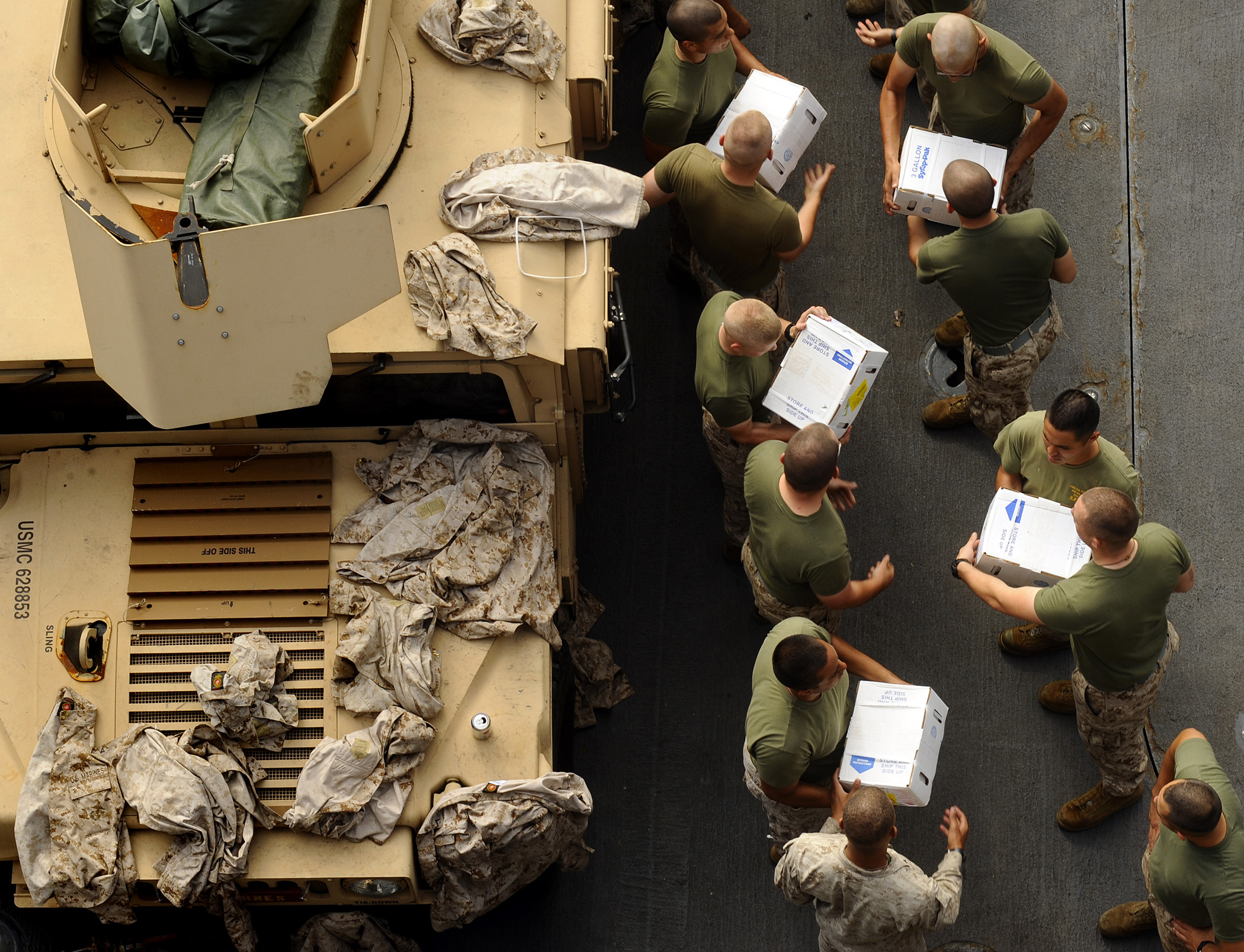
美軍一個連的補給兵在搬運軍需品

軍需泛指軍隊在和平或者是戰爭時期所需要的物資的總稱。這些物資當中可以概略分成日常生活和戰備所需兩類。

## 日常生活所需
軍隊在日常生活當中，無論是在平時或者是戰時，許多物資是絕對必要的。譬如各種食物、衣服布料、各種清潔與醫療用品，各類辦公與事務相關的消耗品或者是器材、各種相關電器產品、各種運輸或者是儲存器具等等。許多人一般人日常生活中需要使用到的物品，也都包含在軍需品當中。有些類型的物品雖然與一般平民使用的相似，但是在規格或者是品質要求上可能比較特殊或者是嚴格。譬如說軍隊中使用的衣服、布料或者毛巾類的產品，在顏色上有固定的需求，無法任由使用者自由選擇。亦泛指能形成戰術、戰略目的勝利成功所運用之物品，亦屬之。

## 戰備所需
有關軍隊準備或者是進行作戰需要的各種物資都包含在這個項目之下。這些物品不一定在日常生活中都會使用到，可是對於軍隊的作戰準備有相當密切的關係，也需要在作戰時持續補充。這一類的物品包含各種武器、配合的彈藥、相關的保存或者是維護設備、作戰上需要的運輸與通訊器材等等。許多戰備所需要的物資與武器裝備有很大的關係，體積與重量也會偏高，需要配合其他的裝備或者是物資一起使用。